# Liste des cours d'eau de la Nouvelle-Zélande
Liste des cours d'eau de Nouvelle-Zélande. Pour un petit nombre de cas, qui n'a pas été pris intégralement en compte ici, il existe de multiples rivières portant un nom identique. Dans ce cas, la notation "(#)" indique le nombre de rivières partageant ce dit même nom. Un lien permettra de différencier les différents cas.
- Haut – A
- B
- C
- D
- E
- F
- G
- H
- I
- J
- K
- L
- M
- N
- O
- P
- Q
- R
- S
- T
- U
- V
- W
- X
- Y
- Z

## A
- Aan (fleuve)
- Acheron (rivière de Marlborough)
- Acheron (rivière de Canterbury)
- Ada (rivière)
- Adams (rivière)
- Ahaura (rivière)
- Ahuriri (rivière)
- Ahuroa (rivière)
- Akatarawa (rivière)
- Akitio (fleuve)
- Alexander (rivière)
- Alfred (rivière)
- Allen (rivière)
- Alma (rivière)
- Anatoki (rivière)
- Anatori (fleuve)
- Anaweka (fleuve)
- Anne (rivière)
- Anti Crow (rivière)
- Aongatete (rivière)
- Aorangiwai (rivière)
- Aorere (fleuve)
- Aparima (fleuve)
- Arahura (fleuve)
- Arapaoa (fleuve)
- Araparera
- Arawhata (fleuve)
- Arnold (rivière)
- Arnst (rivière)
- Aropaoanui (fleuve)
- Arrow (rivière)
- Arthur (rivière)
- Ashburton (fleuve)
- Ashley (fleuve)
- Avoca (rivière de Canterbury)
- Avon (rivière de Canterrbury)
- Avon (rivière de Marlborough)
- Awakari (rivière)
- Awakino (fleuve)
- Awanui (fleuve)
- Awarau (rivière)
- Awaroa (fleuve)
- Awarua (rivière du Northland)
- Awarua (fleuve du Southland)
- Awatere (fleuve Malborough)
- Awatere (fleuve Gisborne)
- Awhea (fleuve)

## B
- Balfour (rivière)
- Barlow (rivière)
- Barn (rivière)
- Barrier (rivière)
- Baton (rivière)
- Bealey (rivière)
- Beaumont (rivière)
- Beautiful (rivière)
- Bettne (rivière)
- Big (rivière)
- Big Wainihinihi (rivière)
- Blackwater (rivière)
- Blairich (rivière)
- Blind (rivière)
- Blue Duck (rivière)
- Blue Grey (rivière)
- Blue (rivière)
- Bluff (rivière)
- Blythe (rivière)
- Bonar (rivière)
- Boulder(rivière)
- Bowen (fleuve)
- Boyle (rivière)
- Branch (rivière)
- Broken (rivière)
- Brown Grey (rivière)
- Brown (rivière)
- Buller (fleuve)
- Burke (rivière)
- Butler (rivière)

## C
- Callery (rivière)
- Cam (rivière de Canterbury)
- Cam (rivière de Marlborough)
- Camelot (rivière)
- Cameron (rivière)
- Cape (rivière)
- Caples (rivière)
- Cardrona (rivière)
- Careys Creek
- Carrick (fleuve)
- Cascade (rivière)
- Cass (rivière) (District de Mackenzie)
- Cass (rivière) (District de Selwyn)
- Castaly (rivière)
- Castle (rivière)
- Catlins (fleuve)
- Cavendish (fleuve)
- Charwell (rivière)
- Chatterton (rivière)
- Christopher (rivière)
- Clarence (fleuve)
- Clark (rivière)
- Clarke (rivière du District de Grey)
- Clarke (rivière de Tasman)
- Clearwater (rivière)
- Cleddau
- Clinton (rivière)
- Clive (fleuve)
- Clutha (fleuve)
- Clyde (rivière)
- Coal (rivière)
- Cobb (rivière)
- Collins (rivière)
- Conway (fleuve)
- Cook
- Copland (rivière)
- Cox (rivière)
- Crooked (rivière)
- Cropp (rivière)
- Crow (rivière)
- Cust (rivière)

## D
- D'Urville (rivière)
- Dane (rivière)
- Dark (rivière)
- Dart (rivière d'Otago)
- Dart (rivière de Tasman)
- Deception (rivière)
- Deepdale (rivière)
- Devil (rivière)
- Dickson (rivière)
- Dillon (rivière)
- Dobson (rivière)
- Donald (rivière)
- Donne (rivière)
- Doon (rivière)
- Doubtful (rivière)
- Doubtless (rivière)
- Douglas (rivière)
- Dove (rivière de Canterbury)
- Dove (rivière de Tasman)
- Drake (rivière)
- Dry Awarua (rivière)
- Dry (rivière)
- Duncan (rivière)

## E
- Earnscleugh (rivière)
- East Waitewaewae (rivière)
- Eastern Hohonu (rivière)
- Eastern Hutt (rivière)
- Eastern Waiotauru (Snowy) (rivière)
- Edison (rivière)
- Edith (rivière)
- Edwards (rivière)
- Eglinton (rivière)
- Electric (rivière)
- Elizabeth (rivière)
- Ellis (rivière)
- Empson (rivière)
- Esk (fleuve)
- Esperance (rivière)
- Evans (rivière)
- Eyre (rivière)
- Eyre Creek (rivière)

## F
- Fairhall (rivière)
- Falls (fleuve)
- Fish (rivière)
- Flaxbourne (fleuve)
- Fleming (rivière)
- Forbes (rivière)
- Forgotten (rivière)
- Fork (fleuve)
- Four Mile (fleuve)
- Fox (rivière)
- Frances (rivière)
- Freshwater (rivière)
- Fyfe (rivière)

## G
- Garry (rivière)
- Gelt (rivière)
- George (fleuve)
- Glaisnock (rivière)
- Glencoe (rivière)
- Glenrae (rivière)
- Glenroy (rivière)
- Glentui (rivière)
- Gloster (rivière)
- Godley (rivière)
- Goldney (rivière)
- Gorge (fleuve)
- Goulter (rivière)
- Gowan (rivière)
- Graham (rivière)
- Grantham (rivière)
- Gray (fleuve)
- Grays (rivière)
- Grebe (rivière)
- Greenstone (rivière)
- Greta (rivière)
- Grey (fleuve)
- Guide (rivière)
- Gulliver (rivière)
- Gunn (rivière)
- Gunner (rivière)

## H
- Haast (fleuve)
- Hacket (fleuve)
- Hae Hae Te Moana (rivière)
- Hakaru (rivière)
- Hakataramea (rivière)
- Hall (rivière)
- Halswell (rivière)
- Hamilton (rivière)
- Hangaroa (rivière)
- Hanmer (rivière)
- Haparapara (rivière)
- Hapuawai (rivière)
- Hapuka (fleuve)
- Hapuku (fleuve)
- Harman (rivière)
- Harper (rivière)
- Harrison (fleuve)
- Hatea (fleuve)
- Haumi(fleuve)
- Haupiri (rivière)
- Hautapu (rivière)
- Havelock (rivière)
- Hawai (fleuve)
- Hawdon (rivière)
- Hawea (rivière)
- Hawkins (rivière)
- Hay (rivière)
- Heaphy (fleuve)
- Heathcote (fleuve)
- Hector (rivière)
- Hemphill (rivière)
- Henry (rivière)
- Herekino (fleuve)
- Heron (rivière)
- Hewson (rivière)
- Hikurangi (rivière)
- Hikurua (fleuve)
- Hikutaia (rivière)
- Hikuwai (rivière)
- Hinatua (rivière)
- Hinds (fleuve)
- Hinemaiaia (rivière)
- Hodder (rivière)
- Hokitika (rivière)
- Hollyford (fleuve)
- Hook (rivière)
- Hooker (rivière)
- Hookhamsnyvy Creek
- Hope (rivière,Tasman)
- Hope (rivière,Canterbury)
- Hopkins (rivière)
- Horahora (fleuve)
- Horomanga (rivière)
- Hororata (rivière)
- Hossack (rivière)
- Hoteo (fleuve)
- Howard (rivière)
- Huangarua (rivière)
- Huia (rivière)
- Hunter (rivière)
- Huriwai (fleuve)
- Hurunui
- Hutt (fleuve)
- Huxley (rivière)

## I
- Ihungia (rivière)
- Ihuraua (rivière)
- Inangahua (rivière)
- Irene (fleuve)
- Irwell (rivière)

## J
- Jackson (rivière)
- Jacobs (fleuve)
- Jed (fleuve)
- Jerry (rivière)
- Joe (rivière)
- Joes (rivière)
- John o'Groats (fleuve)
- Johnson (rivière)
- Jollie (rivière)
- Jordan (rivière)
- Juno (fleuve)

## K
- Kaeo (fleuve)
- Kahurangi (fleuve)
- Kahutara (fleuve)
- Kaiapoi (rivière)
- Kaihu (rivière)
- Kaiikanui (rivière)
- Kaikou (rivière)
- Kaikorai (rivière)
- Kaimarama (rivière)
- Kaipara (rivière)
- Kaipo (fleuve)
- Kaituna (fleuve)
- Kaiwaka (rivière)
- Kaiwakawaka (fleuve)
- Kaiwara (rivière)
- Kaiwharawhara Stream
- Kaiwhata (fleuve)
- Kakahu (rivière)
- Kakanui (fleuve)
- Kakapo (rivière)
- Kaniere (rivière)
- Kapowai (fleuve)
- Karakatuwhero (fleuve)
- Karamea (fleuve)
- Karangarua (fleuve)
- Karetu (rivière)
- Karukaru (rivière)
- Kauaeranga (fleuve)
- Kaukapakapa (rivière)
- Kauru (rivière)
- Kawakawa (fleuve)
- Kawarau (rivière)
- Kawhatau (rivière)
- Kedron (rivière)
- Kekerengu (fleuve)
- Kenana (rivière)
- Kennet (rivière)
- Kereu (rivière)
- Kerikeri (fleuve)
- Kitchener (rivière)
- Kiwi (rivière)
- Kohaihai (rivière)
- Kokatahi (rivière)
- Komata (rivière)
- Kopeka (rivière)
- Kopuapounamu (rivière)
- Kopuaranga (rivière)
- Koranga (rivière)
- Korimako Stream
- Kowai (rivière)
- Kowhai (fleuve)
- Kuaotunu (fleuve)
- Kumengamatea (rivière)
- Kumeu (rivière)
- Kuratau (rivière)
- Kurow (rivière)

## L
- L II (rivière)
- Lambert (rivière)
- Landsborough (rivière)
- Lawrence (rivière)
- Leader (rivière)
- Leatham (rivière)
- Lee (rivière)
- Leslie (rivière)
- Lewis (rivière)
- Light (fleuve)
- Lillburn (rivière)
- Lindis (rivière)
- Little Akatarawa (rivière)
- Little Awakino (rivière)
- Little Boulder (rivière)
- Little Crow (rivière)
- Little Devil (rivière)
- Little Grey (rivière)
- Little Hohonu (rivière)
- Little Hope (rivière)
- Little Kowai (rivière)
- Little Lottery (rivière)
- Little Onahau (rivière)
- Little Opawa (rivière)
- Little Pokororo (rivière)
- Little Pomahaka (rivière)
- Little (rivière)
- Little Slate (rivière)
- Little Totara (rivière)
- Little Waingaro (rivière)
- Little Wanganui (rivière)
- Lochy (rivière)
- Lords (fleuve)
- Lottery (rivière)
- Lud (rivière)
- Lyvia (rivière)

## M
- Macaulay (rivière)
- Macfarlane (rivière)
- Mackenzie (rivière)
- Maclennan (rivière)
- Maerewhenua (rivière)
- Mahakirau (fleuve)
- Mahitahi (fleuve)
- Mahurangi (fleuve)
- Maitai (fleuve)
- Makahu (rivière)
- Makakahi (rivière)
- Makara (rivière)
- Makarau (fleuve)
- Makaretu (rivière)
- Makarewa (rivière)
- Makarora (rivière)
- Makaroro (rivière)
- Makatote (rivière)
- Makerikeri (rivière)
- Makikihi (fleuve)
- Makino (rivière)
- Makotuku (rivière)
- Makuri (rivière)
- Manaia (fleuve)
- Manakaiaua (rivière)
- Manawapou (fleuve)
- Manawatu (rivière)
- Mandamus (rivière)
- Mangaaruhe (rivière)
- Mangahao (rivière)
- Mangahauini (rivière)
- Mangaheia (rivière)
- Mangakahia (rivière)
- Mangakarengorengo (rivière)
- Mangakuri (fleuve)
- Mangamaire (rivière)
- Mangamuka (fleuve)
- Manganui o te Ao (rivière)
- Manganui (rivière du Northland)
- Manganui (rivière de Taranaki)
- Manganui (rivière de Waikato)
- Manganuiohou (rivière)
- Mangaone (rivière)
- Mangaoparo (rivière)
- Mangaorino (rivière)
- Mangaotaki (rivière)
- Mangaonuku Stream (rivière)
- Mangapa (rivière)
- Mangapai (rivière)
- Mangapapa (rivière)
- Mangapehi (rivière)
- Mangapiko (rivière)
- Mangapoike (rivière)
- Mangapu (rivière)
- Mangaroa (rivière)
- Mangatainoka (rivière)
- Mangatawhiri (rivière)
- Mangatera (rivière)
- Mangatete (fleuve)
- Mangatewai (rivière)
- Mangatewainui (rivière)
- Mangatokerau (rivière)
- Mangatoro (rivière)
- Mangatu (rivière)
- Mangaturuturu (rivière)
- Mangawai (rivière)
- Mangawharariki (rivière)
- Mangawhero (rivière)
- Mangere (rivière)
- Mangles (rivière)
- Mangonuiowae (rivière)
- Mangorewa (rivière)
- Manuherikia (rivière)
- Maori (rivière)
- Maraehara (fleuve)
- Maraekakaho (rivière)
- Maraetaha (rivière)
- Maraetotara (fleuve)
- Marahau (rivière)
- Maramarua (rivière)
- Maramataha (rivière)
- Mararoa (rivière)
- Marchburn (rivière)
- Marokopa (rivière)
- Maropea (rivière)
- Martyr (rivière)
- Maruia (rivière)
- Mason (rivière)
- Mata (rivière)
- Matahaka (rivière)
- Mataikona (fleuve)
- Matakana (fleuve)
- Matakitaki (rivière)
- Matakohe (rivière)
- Mataroa (rivière)
- Mataura (fleuve)
- Mathias (rivière)
- Matiri (rivière)
- Matukituki (rivière)
- Maungakotukutuku Stream
- Mawheraiti (rivière)
- McRae (rivière)
- Meola creek
- Medway (rivière)
- Mike (fleuve)
- Mikonui (fleuve)
- Mimi (fleuve)
- Miner (rivière)
- Mingha (rivière)
- Mistake (rivière)
- Misty (rivière)
- Moawhango (rivière)
- Moawhango West (rivière)
- Moeangiangi (fleuve)
- Moeraki (fleuve)
- Mohaka (fleuve)
- Mohakatino (fleuve)
- Mokau (fleuve)
- Mokihinui (fleuve)
- Mokomokonui (rivière)
- Mokoreta (rivière)
- Monowai (rivière)
- Montgomerie (rivière)
- Morgan (rivière)
- Morse (rivière)
- Motatapu (rivière)
- Motu (rivière)
- Motueka (fleuve)
- Motukaika (rivière)
- Motunau (fleuve)
- Motupiko (rivière)
- Motupipi (fleuve)
- Motuti (fleuve)
- Moutere (fleuve)
- Mowbray (rivière)
- Mueller (rivière)
- Mungo (rivière)
- Murchison (rivière)
- Murray (fleuve)

## N
- Namu (fleuve)
- Nancy (rivière)
- Nevis (rivière)
- Newton (rivière)
- Newtown (rivière)
- Ngakawau (fleuve)
- Ngamuwahine (rivière)
- Ngaruroro (fleuve)
- Ngatau (rivière)
- Ngatiawa (rivière)
- Ngunguru (fleuve)
- Nina (rivière)
- Nokomai (rivière)
- North Barlow (rivière)
- North Mathias (rivière)
- North Ohau (rivière)
- North Opuha (rivière)
- North (rivière)
- Nuhaka (fleuve)
- Nukuhou (fleuve)

## O
- Oakura (fleuve)
- Oamaru (rivière)
- Oaro (fleuve)
- Ohau (rivière)
- Ohikaiti (rivière)
- Ohikanui (rivière)
- Ohinemaka (fleuve)
- Ōhinemahuta (rivière)
- Ohinemuri (rivière)
- Ohinetamatea (fleuve)
- Ohura (rivière)
- Ohuri (rivière)
- Okana (rivière)
- Okaramio (rivière)
- Okari (fleuve)
- Okarito (rivière)
- Okuku (rivière)
- Okura (fleuve)
- Okuru (fleuve)
- Okuti (rivière)
- Old Bed Eyre (rivière)
- Old Bed de Waipawa (rivière)
- Olivine (rivière)
- Omaha (fleuve)
- Omaka (rivière)
- Omanaia (fleuve)
- Omanawa (rivière)
- Omaru (rivière)
- Omaumau (fleuve)
- Omoeroa (fleuve)
- Onaero (fleuve)
- Onahau (fleuve)
- Onamalutu (rivière)
- Onekaka (rivière)
- Oneone (rivière)
- Ongarue (rivière)
- Onyx (rivière)
- Oparara (rivière)
- Oparau (fleuve)
- Opatu (rivière)
- Opawa (fleuve)
- Opihi (fleuve)
- Opitonui (fleuve)
- Opotoru (fleuve)
- Opouawe (fleuve)
- Opouri (rivière)
- Opouteke (rivière)
- Opuha (rivière)
- Opuiaki (rivière)
- Opurehu (rivière)
- Orangipuku (rivière)
- Orari (fleuve)
- Orauea (rivière)
- Orere (fleuve)
- Oreti (fleuve)
- Orewa (fleuve)
- Orikaka ou Mackley (rivière)
- Orira (fleuve)
- Orongorongo (fleuve)
- Oroua (rivière)
- Orowaiti (fleuve)
- Oruaiti (rivière)
- Oruawharo (fleuve)
- Oruru (rivière)
- Orutua (fleuve)
- Otahu (fleuve)
- Otaio (fleuve)
- Otaki (fleuve)
- Otama (fleuve)
- Otamatapaio (rivière)
- Otamatea (fleuve)
- Otara (fleuve)
- Otaua (rivière)
- Otehake (rivière)
- Otekaieke (rivière)
- Otematata (rivière)
- Otere (rivière)
- Oterei (fleuve)
- Otiake (rivière)
- Otira (rivière)
- Otoko (rivière)
- Otorehinaiti (rivière)
- Otto (rivière)
- Otututu (rivière)
- Otuwhero (rivière)
- Ounuora (fleuve)
- Ourauwhare (rivière)
- Owahanga (fleuve)
- Owaka (rivière)
- Owen (rivière)

## P
- Pahaoa (fleuve)
- Pahau (rivière)
- Pahi (rivière)
- Pairatahi (fleuve)
- Pakarae (fleuve)
- Pakiri (fleuve)
- Pakoka (rivière)
- Pakowhai (rivière)
- Pakuratahi (fleuve)
- Pandora (fleuve)
- Papakanui (rivière)
- Parapara (fleuve)
- Pareora (fleuve)
- Paringa (fleuve)
- Pariwhakaoho (fleuve)
- Park (rivière)
- Patarau (rivière)
- Pataua (rivière)
- Patea (fleuve)
- Paturau (fleuve)
- Patutahi (rivière)
- Pearse (rivière)
- Pearson (rivière)
- Pelorus (fleuve)
- Penk (rivière)
- Percival (rivière)
- Peria (rivière)
- Perth (rivière)
- Perunui (fleuve)
- Phantom (rivière)
- Piako (fleuve)
- Pitt (rivière)
- Pleasant (fleuve)
- Poerua (rivière)
- Pohangina (rivière)
- Pohuenui (rivière)
- Pokororo (rivière)
- Pomahaka (rivière)
- Pongaroa (rivière)
- Porangahau (fleuve)
- Poroporo (rivière)
- Pororari (fleuve)
- Porter (rivière)
- Postal (rivière)
- Potts (rivière)
- Pouawa (fleuve)
- Poulter (rivière)
- Pourakino (rivière)
- Pourangaki (rivière)
- Puerua (rivière)
- Puhi Puhi (rivière)
- Puhoi (rivière)
- Pukaki (rivière)
- Punakaiki (fleuve)
- Punakitere (rivière)
- Pungapunga (rivière)
- Puniu (rivière)
- Pupuke (rivière)
- Purakaunui (fleuve)
- Purangi (rivière)
- Puremahaia (fleuve)
- Puriri (rivière)
- Pyke (rivière)

## R
- Racehorse (fleuve)
- Rahu (rivière)
- Rai (rivière)
- Rainy (rivière Pelorus)
- Rainy (rivière)
- Rakaia (fleuve)
- Rakeahua (rivière)
- Rangiora (rivière)
- Rangitaiki (fleuve)
- Rangitane (rivière)
- Rangitata (fleuve)
- Rangitikei (fleuve)
- Rappahannock (rivière)
- Raukokore (fleuve)
- Rea (fleuve)
- Red Pyke (rivière)
- Red (rivière)
- Rees (rivière)
- Reikorangi Stream
- Rerewhakaaitu (fleuve)
- Retaruke (rivière)
- Ripia (rivière)
- Riuwaka (fleuve)
- Roaring Lion (rivière)
- Robertson (rivière)
- Robinson (rivière)
- Rocky (rivière)
- Roding (rivière)
- Rogerson (rivière)
- Rolleston (rivière)
- Rolling (rivière)
- Ronga (rivière)
- Rooney (rivière)
- Rotokakahi (fleuve)
- Rotokino (rivière)
- Rotowhenua (rivière)
- Rough (rivière)
- Ruakaka (fleuve)
- Ruakituri (rivière)
- Ruakokoputuna (rivière)
- Ruamahanga (fleuve)
- Rubicon (rivière)
- Ruera (rivière)
- Rum (rivière)
- Ryton (rivière)

## S
- Sabine (rivière)
- Saxton (rivière)
- Seaforth (fleuve)
- Seaward (rivière)
- Selwyn (rivière)
- Serpentine (fleuve)
- Severn (rivière)
- Shag (fleuve)
- Shenandoah (rivière)
- Sherry (rivière)
- Shin (rivière)
- Shotover (rivière)
- Slver stream (rivière)
- Sinclair (rivière)
- Skeet (rivière)
- Slate (rivière)
- Smite (rivière)
- Smoothwater (fleuve)
- Smyth (rivière)
- Snow (rivière)
- Snowy (rivière)
- South Ohau (rivière)
- South Opuha (rivière)
- Southern Waiotauru (rivière)
- Spey (rivière du Southland)
- Spey (rivière de Tasman)
- Spray (rivière)
- Stafford (fleuve)
- Stanley (rivière de Canterbury)
- Stanley (rivière de Tasman)
- Stanton (rivière)
- Station Creek or Sheriff (rivière)
- Stillwater (rivière)
- Stony River
- Stour
- Strauchon (rivière)
- Styx (rivière)
- Swift (rivière)
- Swin (rivière)

## T
- Tadmor (rivière)
- Tahaenui (fleuve)
- Tahakopa (rivière)
- Taharua (rivière)
- Taheke (rivière)
- Tahekeroa (rivière)
- Tahoranui (fleuve)
- Taieri (fleuve)
- Taiharuru (fleuve)
- Taihiki (rivière)
- Taipa (fleuve)
- Taipo (rivière du District de Buller)
- Taipo (rivière du Westland)
- Taipoiti (rivière)
- Tairua (fleuve)
- Takahue (rivière)
- Takaka (rivière)
- Takaputahi (rivière)
- Takiritawai (rivière)
- Takou (fleuve)
- Talbot (rivière)
- Tamaki (fleuve)
- Tangahoe (fleuve)
- Tangarakau (rivière)
- Tapu (fleuve)
- Tapuaeroa (rivière)
- Tapuwae (fleuve)
- Taramakau (fleuve)
- Tarawera (fleuve)
- Taringamotu (rivière)
- Taruarau (rivière)
- Taruheru (rivière)
- Tasman (rivière)
- Tass (rivière)
- Tauanui (rivière)
- Tauherenikau (rivière)
- Tauhoa (fleuve)
- Taumona (rivière)
- Tauranga (rivière)
- Tauranga Taupo (rivière)
- Taurangakautuku (rivière)
- Tauraroa (rivière)
- Tautuku (fleuve)
- Tauweru (rivière)
- Tawapuku (rivière)
- Tawarau (rivière)
- Tawatahi (fleuve)
- Taylor (rivière)
- Te Arai (rivière)
- Te Haumi (fleuve)
- Te Hoe (rivière)
- Te Kapa (rivière)
- Te Mata (fleuve)
- Te Naihi (rivière)
- Te Putaaraukai (fleuve)
- Te Rahotaiepa (rivière)
- Te Wharau or Stony (rivière)
- Teal (rivière)
- Tekapo (rivière)
- Teme (rivière)
- Temuka (rivière)
- Tengawai (rivière)
- Teviot (rivière)
- Thomas (rivière)
- Thurso (fleuve)
- Timaru (rivière)
- Tinline (rivière)
- Tinui (rivière)
- Tiraumea (rivière)
- Toaroha (rivière)
- Tohoratea (fleuve)
- Toitoi (rivière)
- Tokanui (fleuve)
- Tokomairiro (fleuve)
- Tokomaru (rivière)
- Tolson (rivière)
- Tone (rivière)
- Tongaporutu (rivière)
- Tongariro (rivière)
- Topuni (rivière)
- Torere (rivière)
- Torrent (fleuve)
- Totara (fleuve du District de Buller)
- Totara (fleuve District du Westland)
- Totarakaitorea (rivière)
- Townshend (rivière)
- Towy (rivière)
- Transit (rivière)
- Travers (rivière)
- Trent (rivière)
- Troyte (rivière)
- Tuamarina (rivière)
- Tuapeka (rivière)
- Tuke (rivière)
- Tukipo (rivière)
- Tukituki (fleuve)
- Tummil (rivière)
- Tunakino (rivière)
- Turakina (rivière)
- Turanganui (fleuve)
- Turimawiwi (fleuve)
- Turnbull (fleuve)
- Tutaekuri (fleuve)
- Tutaki (rivière)
- Tutoko (rivière)
- Tweed (rivière)
- Twizel (rivière)

## U
- Uawa (fleuve)
- Ugly (rivière)
- Upper Grey (rivière)
- Upukerora (rivière)
- Urenui (fleuve)
- Utakura (fleuve)

## V
- Victoria (rivière)
- Von (rivière)

## W
- Wahianoa (rivière)
- Wai-iti (rivière)
- Waianakarua (fleuve)
- Waianiwaniwa (rivière)
- Waiapu (fleuve)
- Waiariki (rivière)
- Waiaruhe (rivière)
- Waiatoto (fleuve)
- Waiau (cours d'eau, Canterbury)
- Waiau (rivière de Hawke's Bay)
- Waiau(fleuve du Southland)
- Waiaua (fleuve de la baie de l'Abondance)
- Waiaua (fleuve de Taranaki)
- Waihaha (rivière)
- Waihao (fleuve)
- Waiheke (rivière)
- Waihi (rivière)
- Waiho (fleuve)
- Waihoihoi (rivière)
- Waihopai (rivière de Malborough)
- Waihopai (rivière du Southland)
- Waihora (rivière)
- Waihou (fleuve)
- Waihua (fleuve)
- Waihuka (rivière)
- Waikaia (rivière)
- Waikakaho (rivière)
- Waikakariki (fleuve)
- Waikamaka (rivière)
- Waikanae (rivière)
- Waikare (rivière de la Bay of plenty)
- Waikare (fleuve du Northland)
- Waikaretaheke (rivière)
- Waikari (rivière)
- Waikato (fleuve)
- Waikawa (fleuve)
- Waikawau (fleuve)
- Waikiti (rivière)
- Waikoau (fleuve)
- Waikohu (rivière)
- Waikoropupu (rivière)
- Waikorure (fleuve)
- Waikouaiti (fleuve)
- Waikukupa (fleuve)
- Waikura (rivière Hangaroa)
- Waikura (rivière Raukokore)
- Waima (fleuve)
- Waimakariri (fleuve)
- Waimamakau (rivière)
- Waimamaku (rivière)
- Waimana (rivière)
- Waimangarara (fleuve)
- Waimangaroa (fleuve)
- Waimarino (rivière)
- Waimata (rivière)
- Waimea (fleuve)
- Waimeamea (fleuve)
- Waingaro (rivière de Tasman)
- Waingaro (fleuve de Waikato)
- Waingaromia (rivière)
- Waingawa (rivière)
- Waingongoro (fleuve)
- Wainui (fleuve de Tasman)
- Wainuiomata (rivière)
- Wainuiora (rivière)
- Wainuioru (rivière)
- Waioeka (fleuve)
- Waiohine (rivière)
- Waiomoko (fleuve)
- Waionepu (rivière)
- Waiorongomai (rivière de Gsiborne)
- Waiorongomai (rivière de Wellington)
- Waiotahi (fleuve)
- Waiotaka (rivière)
- Waiotama (rivière)
- Waiotauru (rivière)
- Waiotu (rivière)
- Waipa (rivière)
- Waipahi (rivière)
- Waipakihi (rivière)
- Waipaoa (fleuve)
- Waipapa (fleuve de la Bay of Plenty)
- Waipapa (rivière du Northland)
- Waipapa (rivière de Waikato)
- Waipara (fleuve)
- Waipati (fleuve)
- Waipawa (rivière)
- Waipekakoura (rivière)
- Waipori (rivière)
- Waipoua (fleuve du Northland)
- Waipoua (rivière de Wellington)
- Waipu (fleuve)
- Waipunga (rivière)
- Wairahi (fleuve)
- Wairakei (rivière)
- Wairau (fleuve)
- Wairaurahiri (fleuve)
- Waireia (rivière)
- Wairere (rivière)
- Wairoa (fleuve)
- Wairoa (fleuve de la Baie de l’Abondance)
- Wairoa (fleuve d'Auckland)
- Wairoa (fleuve du Northland)
- Wairoa (rivière de Tasman)
- Wairoa (fleuve de Hawke's Bay)
- Wairongomai (fleuve)
- Wairua (rivière)
- Waita (fleuve)
- Waitaha (fleuve)
- Waitahaia (rivière)
- Waitahanui (rivière)
- Waitahu (rivière)
- Waitahuna (rivière)
- Waitakaruru (fleuve)
- Waitakaruru Stream (rivière)
- Waitakere or Nile (rivière)
- Waitakere (fleuve)
- Waitaki (fleuve)
- Waitangi (rivière du district de Whangarei)
- Waitangi (rivière du district Far North)
- Waitangiroto (fleuve)
- Waitangitaona (fleuve)
- Waitara (fleuve)
- Waitati (fleuve)
- Waitawheta (rivière)
- Waitekauri (rivière)
- Waitekuri (rivière)
- Waitepeka (rivière)
- Waitetuna (fleuve)
- Waitoa (rivière)
- Waitoetoe (rivière)
- Waitohi (rivière)
- Waitotara (rivière)
- Waitutu (fleuve)
- Waiuku (fleuve)
- Waiwawa (fleuve)
- Waiwera (rivière)
- Waiwhakaiho (fleuve)
- Waiwhango (rivière)
- Wakamarina (rivière)
- Wakapuaka (fleuve)
- Walker (rivière)
- Wandle (rivière)
- Wanganui (fleuve)
- Wangapeka (rivière)
- Wapiti (rivière)
- Warwick (rivière)
- Water of Leith
- Weheka /Cook)
- Weiti (fleuve)
- Wentworth (fleuve)
- West Mathias (rivière)
- West Waitewaewae (rivière)
- Western Hutt (rivière)
- Whakaikai (fleuve)
- Whakaki (rivière)
- Whakanekeneke (rivière)
- Whakapapa (rivière)
- Whakapara (rivière)
- Whakapohai (fleuve)
- Whakarapa (rivière)
- Whakatahine (rivière)
- Whakataki (fleuve)
- Whakatane (rivière)
- Whakatikei (rivière)
- Whakaurekou (rivière)
- Whanaki (rivière)
- Whangae (fleuve)
- Whangaehu (fleuve)
- Whangamarino (rivière)
- Whangamaroro (fleuve)
- Whangamoa (fleuve)
- Whangamomona River
- Whanganui (fleuve)
- Whangaparaoa (fleuve)
- Whareama (fleuve)
- Whareatea (fleuve)
- Wharehine (rivière)
- Wharekahika (fleuve)
- Wharekawa (fleuve)
- Wharekopae (rivière)
- Wharemauku Stream
- Wharepapa (fleuve)
- Whataroa (fleuve)
- Whau (fleuve)
- Whawanui (fleuve)
- Wheao (rivière)
- Whenuakite (fleuve)
- Whenuakura (fleuve)
- Whirinaki (fleuve)
- Whirinaki (rivière)
- Whistler (rivière)
- Whitbourn (rivière)
- Whitcombe (rivière)
- White (rivière)
- White Rock (rivière)
- Whitestone (rivière)
- Whitewater (fleuve)
- Wilberforce (rivière)
- Wild Natives (fleuve)
- Wilkin (rivière)
- Wilkinson (rivière)
- Willberg (rivière)
- Williamson (rivière)
- Wills (rivière)
- Wilmot (rivière)
- Wilson (fleuve)
- Windley (rivière)
- Windward (fleuve)
- Winterton (rivière)
- Wolf (fleuve)
- Woolley (rivière)
- Wye (rivière)

## Y
- Yankee (fleuve)
- Yarra (rivière)
- Young (rivière)